# Sonny Stitt
Sonny Stitt (Boston, 1924. február 2. – Washington, 1982. július 22.) amerikai dzsessz szaxofonos.
A dzsesszmuzsikusnak az a blues, ami a szántóvetőnek a termőföld, a televény, amelyből az éltető nedveket meríti.

## Pályakép
Az 1940-es években, a bebop idején tűnt fel. A szintén altszaxofonos Charlie Parkerre hasonlíthatóan játszott, bár játéka tőle függetlenül alakult ki.
Stitt igazi örömzenész volt.

## Lemezválogatás
- Sonny Stitt with Bud Powell and J. J. Johnson, 1949–1950
- Stitt’s Bits: The Bebop Recordings, 1949–1952
- Kaleidoscope, 1950–1952
- For Musicians Only, 1956 (+ Dizzy Gillespie, Stan Getz, John Lewis, Ray Brown, Stan Levey)
- Sonny Side up, 1957 (Gillespie, Sonny Rollins)
- Stitt Meets Brother Jack (+ Jack McDuff)
- Boss Tenors in Orbit, 1962 (+ Gene Ammons)
- Sonny Stitt Sits In with the Oscar Peterson Trio, 1957–1959
- Salt and Pepper, 1963
- Stitt plays Bird, 1963 (+ Jim Hall, John Lewis, Richard Davis, Connie Kay)
- Soul People, 1964–1969 (+ Booker Ervin)
- Sonnys Blues, 1964 (Live in Ronnie Scott’s Jazz Club)
- Tune-Up!, 1972 (+ Barry Harris, Sam Jones, Alan Dawson)
- Constellation, 1972 (+ Barry Harris, Sam Jones, Roy Brooks)
- 12!, 1972 (+ Barry Harris, Sam Jones, Louis Hayes)
- Sonny’s Back, 1980
- Sonny, Sweets and Jaws – Live at Bubbas, Whos Who in Jazz 1981 (+ Sweets Edison, Eddie Lockjaw Davis)

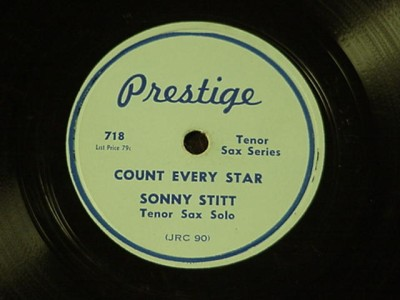

- Last Stitt Sessions, 1982